# Батуми
Бату̀ми (грузински ბათუმი) е столица на Аджария, Югозападна Грузия и втория град по големина в кавказката държава, след столицата Тбилиси. Населението му е около 169 095 души (2020). Намира се на 20 km от границата с Турция.

## История
Възниква на мястото на крепостта Тамарисцихе, разширена в град през 10-и – 13 век. Известен е под името Батоми. Споменава се в изворите от 4 век. Археологическите разкопки, проведени на входа на града край река Королисцкали, доказват, че първите поселения тук са възникнали в края на 3-то – началото на 2-ро хилядолетие пр. Хр. и местното население е имало тесни търговски връзки със съседните народи.
Център на стария Батуми е хълмът Тамара – културен и икономически център на Королисцкалското ждрело. През 2 век при управлението на император Адриан в Батуми се разполага римски гарнизон. През 5 век грузинският цар Вахтанг Горгасали присъединява града към своите владения. През 17 век влиза в Османската империя, след Руско-турската освободителна война от 1877 – 1878 г. влиза в състава на Руската империя.

## География
Разположен е на брега на Черно море. Населението на града е около 150 000 души (2011) и 152 839 души през 2014 г. Етнически състав (2014):
- грузинци – 142 691 души
- арменци – 4636 души
- руснаци – 2889 души
- украинци – 628 души
- гърци – 289 души
- азербайджанци – 269 души
- абхази – 229 души
- езиди – 76 души
- осетинци – 71 души
- кистинци – 4 души

## Икономика
Петролна рафинерия, корабостроене, чаени и тютюневи фабрики, завод за преработка на кафе. Пристанище, железопътна гара. Руска военна база до 2004 г. Курортният сезон е от май до октомври.

## Култура
Университет, театър, цирк, болница, Държавен музей на Аджария, Музей на Сталин, Музей на архитектурата, океанариум с аквариум и делфинариум, огромна ботаническа градина и парк. До днес са запазени крепостта Тамара, католически храм.

## Спорт
В града е базиран футболен клуб „Динамо“.

## Личности
Родени в Батуми
- Аркадий Стругацки (1925 – 1991), руски писател
- Валерий Меладзе, певец

## Побратимени градове
- Агджабеди, Азербайджан
- Артвин (град), Турция
- Бари, Италия
- Благоевград, България
- Бургас, България[3]
- Ванадзор, Армения
- Картахена (Колумбия), Колумбия
- Кисловодск, Русия
- Пирея, Гърция
- Савана, САЩ
- Сан Себастиан, Испания
- Трабзон, Турция